# Mellicta sphines
Mellicta sphines är en fjärilsart som beskrevs av Hans Fruhstorfer 1917. Mellicta sphines ingår i släktet Mellicta och familjen praktfjärilar. Inga underarter finns listade i Catalogue of Life.